# Стін Кайсер
Крістіна «Стін» Вільгеміна Баас-Кайсер (нід. Christina ("Stien") Wilhelmina Baas-Kaiser; 20 травня 1938 Делфт, Нідерланди — 23 червня 2022) — нідерландська ковзанярка, олімпійська чемпіонка 1972 року, дворазова чемпіонка світу в багатоборстві, срібна призерка чемпіонату Європи у багатоборстві, шестиразова чемпіонка Нідерландів у багатоборстві. Дев'ятикратна рекордсменка світу, встановила 27 рекордів Нідерландів.

## Біографія
Христина Вільгельміна Кайсер народилася 20 травня 1938 у Делфті, Нідерланди. Займалася ковзанярським спортом. На Олімпіаду-1964 Стін Кайсер не взяли, вважаючи її надто молодою (на той момент їй було 25). Але вона незабаром стала першою нідерландською ковзаняркою призеркою чемпіонату світу (1965 і 1966 роки), а в 1967 і 1968 роках стала чемпіонкою світу. На Олімпійських іграх 1968 року у Греноблі Кайсер завоювала дві бронзові медалі. У 1972 році у віці 33 років одружилася і перед Олімпіадою-1972 не розглядалася як фаворитка, однак, після невдалого виступу Трейн Реп на дистанціях 500 м (20-е місце) і 1000 м (24-е місце) їй дали можливість виступити на 1500 м і 3000 м. Баас-Кайсер з блиском використала свій шанс, завоювавши срібло на першій дистанції і золото на другий. Після чемпіонату світу 1972 завершила спортивну кар'єру.
У 1967 році була обраною спортсменкою року Нідерландів.